# کبک تپه
کبک تپه (نام علمی: Arborophila torqueola) نام یک گونه از سرده کبک‌های تپه است.